# Рязановка (Асекеєвський район)
Ряза́новка (рос. Рязановка) — село у складі Асекеєвського району Оренбурзької області, Росія.

## Населення
Населення — 702 особи (2010; 928 у 2002).
Національний склад (станом на 2002 рік):
- росіяни — 55 %